# 금령총 금관
금령총 금관(金鈴塚 金冠)은 1924년 대한민국 경상북도 경주시 노서동 금령총에서 발굴된 신라의 금관이다. 1963년 1월 21일 대한민국의 보물 제338호로 지정되었다.

## 개요
금령총금관(金鈴塚金冠)은 지금까지 발견된 금관 중에서는 가장 작고 간단한 형식으로, 높이 27cm, 지름 15cm의 금관이다.
중앙 정면과 그 좌우에 山자형 장식을 4단으로 연결하고 가지 끝은 꽃봉오리형으로 마무리 했다. 山자형 장식의 좌우에는 사슴뿔 장식 가지 2개를 붙였다. 관 테와 5개의 가지에는 모두 같은 장식이 되어 있다. 표면 아래·위에 두 줄로 된 점무늬를 찍고, 그 사이에 나뭇잎 모양의 원판을 달아 장식했다. 관 테의 좌우에는 귀고리 형태의 드리개(장식)를 달았다.
이 금관은 다른 금관에서 볼 수 있는 옥 장식이 없고, 금으로만 이루어진 점이 특징이다.

## 상세 내용
이 금관에는 내관이 없는데 발굴자의 소견으로는 비단으로 된 모가 있었던 것으로 보고 있다.
외관은 관테 위에 5개의 가지를 붙인 것으로 신라시대 관의 전형적 양식이며, 하나의 특징을 이루고 있다. 대륜은 너비 2.7cm, 지름 약 16.5cm로 가장 소형에 속한다. 표면에는 아래·위에 두 줄씩 점문이 찍혀있고 3단으로 원좌를 만든 다음 금줄로 원형 영락을 상하에 16개씩, 중앙에 15개씩 달았다.
중앙 정면과 그 좌우에 산(山)자형을 4단으로 연결하고 가지 끝에는 보주형으로 된 가지를 1장의 금판에서 오래 내고, 가장자리에는 대륜에서와 같이 2줄의 점문을 찍었으며, 전면에 36개씩 원좌를 찍은 가운데 원형 영락을 달았다.
이 산(山)자형 가지 좌우에는 사슴뿔 모양의 가지를 붙자리에는 점문이 있으며, 각각 23개씩이고 가장의 원좌 위에 영락을 달고 있다. 산(山)자형 높이 23.95cm, 녹각형 높이 25.75cm이다.
이 금관의 특징은 지금까지 발견된 3구의 금관 중에 가장 작고 간단한 형식이며, 다른 금관에서 볼 수 있는 비취(翡翠) 곡옥(曲玉)의 장식이 없는 금으로만 이루어진 점이다.

## 같이 보기
- 금령총

## 참고 자료
- 금령총 금관 - 국가유산청 국가유산포털
- 본 문서에는 서울특별시에서 지식공유 프로젝트를 통해 퍼블릭 도메인으로 공개한 저작물을 기초로 작성된 내용이 포함되어 있습니다.